# Gare d’Yffiniac
Gare d’Yffiniac vasútállomás Franciaországban, Yffiniac településen.

## Vasútvonalak
Az állomást az alábbi vasútvonalak érintik:
- Párizs–Brest-vasútvonal

## Kapcsolódó állomások
A vasútállomáshoz az alábbi állomások vannak a legközelebb:
- Gare de Lamballe (Paris Gare Montparnasse, Párizs–Brest-vasútvonal)
- Gare de Saint-Brieuc (Gare de Brest, Párizs–Brest-vasútvonal)